# Giuse Huỳnh Văn Sỹ
Giuse Huỳnh Văn Sỹ là Giám mục Công giáo người Việt Nam, ông hiện là Giám mục Chính tòa Giáo phận Nha Trang. Trong Hội đồng Giám mục Việt Nam, từ tháng 4 năm 2024, ông là Trưởng Tiểu ban Tiên khởi Tiểu ban Tư vấn Bảo vệ trẻ vị thành niên. Trước khi được bổ nhiệm, ông là linh mục thuộc linh mục đoàn Giáo phận Qui Nhơn, Đại diện Tư pháp và Giám đốc Chủng viện Thánh Giuse Qui Nhơn. Khẩu hiệu Giám mục của ông là Vâng Lời Thầy, Con Thả Lưới.
Giám mục Huỳnh Văn Sỹ đến giáo phận Nha Trang ngày 15 tháng 6 và lễ tấn phong được cử hành ngày 27 tháng 6 năm 2023 tại Đại chủng viện Sao Biển Nha Trang.

## Thân thế và tu học
Giám mục Giuse Huỳnh Văn Sỹ sinh ngày 17 tháng 7 năm 1963 (theo tin từ Hội đồng Giám mục Việt Nam) hoặc ngày 10 tháng 1 năm 1962 (theo Văn phòng Báo Chí Tòa Thánh, Lịch Mục vụ Giáo phận Qui Nhơn (1962)) tại xã Phước Sơn, huyện Tuy Phước, tỉnh Bình Định, thuộc giáo xứ Gò Thị, giáo phận Qui Nhơn. Giáo xứ này, theo địa giới ngày nay còn là nơi xuất thân của ba giám mục Giáo phận Qui Nhơn gồm Phaolô Huỳnh Đông Các, Phêrô Nguyễn Soạn và Mátthêu Nguyễn Văn Khôi. Ngoài ra, nguyên giám mục phó Giuse Phan Văn Hoa cũng xuất thân từ Giáo họ Lục Lễ thuộc Giáo xứ Gò Thị, nay đã được nâng cấp thành giáo xứ Lục Lễ.
Cậu bé Sỹ theo học Tiểu chủng viện Qui Nhơn trong thời gian ngắn từ năm 1974 đến năm 1975, trước khi theo học cấp trung học tại Qui Nhơn từ năm 1975 đến năm 1981. Tốt nghiệp trung học, Huỳnh Văn Sỹ theo học Đại học Sư phạm Qui Nhơn (nay là Trường Đại học Quy Nhơn) và tốt nghiệp văn bằng Cử nhân Vật lý-Kỹ thuật năm 1985.
Sau bảy năm, cậu tiếp tục con đường tu trì bằng việc gia nhập Đại chủng viện Sao Biển, Nha Trang từ năm 1992 và theo học tại đây cho đến năm 1997. Ông là một trong 5 chủng sinh thuộc khóa đầu tiên được gửi đến Đại chủng viện Sao Biển.

## Linh mục
Phó tế Huỳnh Văn Sỹ được truyền chức linh mục ngày 12 tháng 5 năm 1999, bởi Giám mục Phaolô Huỳnh Đông Các, và trở thành linh mục thuộc linh mục đoàn giáo phận Qui Nhơn. Ông được truyền chức cùng với năm chủng sinh khác trong lễ truyền chức cho nhiều linh mục nhất sau năm 1975 tại Giáo phận Qui Nhơn. Đồng tế trong lễ truyền chức, ngoài Giám mục Phaolô Các còn có các giám mục Phêrô Trần Thanh Chung (giám mục giáo phận Kon Tum), Phêrô Nguyễn Văn Nho (giám mục phó giáo phận Nha Trang, Giám đốc Đại chủng viện Sao Biển) và giám mục phó giáo phận Ban Mê Thuột Giuse Nguyễn Tích Đức, và 99 linh mục. Sau khi được truyền chức linh mục, linh mục Sỹ được cử làm Đặc trách Văn phòng Tòa Giám mục Qui Nhơn và giữ chức vụ này cho đến khi đi du học tại Đại học Giáo hoàng Urbaniana, Roma năm 2001. Ông tốt nghiệp năm 2006 với học vị tiến sĩ Giáo luật. Đề tài của ông, dài 142 trang, có chủ đề Obbligo e diritto dei genitori all'educazione dei figli (can. 226§2) con particolare riferimento alla situazione in Vietnam, tạm dịch Bổn phận và quyền giáo dục con cái của cha mẹ ([Giáo luật] điều 226§2) có liên quan cụ thể đến tình hình tại Việt Nam.
Trở về Việt Nam, linh mục Huỳnh Văn Sỹ đảm nhiệm chức Thư ký Giám mục Giáo phận Qui Nhơn, từ năm 2006 đến năm 2009. Trong thời linh mục, linh mục Huỳnh Văn Sỹ kiêm nhiệm nhiều chức vụ song hành: Giáo sư thỉnh giảng Đại chủng viện Sao Biển, Nha Trang (từ năm 2008), Giám đốc Chủng viện Thánh Giuse Qui Nhơn (từ năm 2009), Đại diện Tư pháp giáo phận Qui Nhơn (từ 2011). Ngoài ra, từ năm 2010, ông còn là thành viên Ban tư vấn, Ban Thường huấn linh mục Giáo phận Qui Nhơn.
Theo tiểu sử chính thức của ông trên trang web Hội đồng Giám mục Việt Nam, trong thời kỳ linh mục, linh mục Giuse Huỳnh Văn Sỹ chưa từng đảm nhận công việc mục vụ tại bất kỳ một giáo xứ nào.

## Giám mục
Ngày 1 tháng 5 năm 2023, nhân dịp lễ Thánh Giuse Thợ, Văn phòng Báo Chí Tòa Thánh loan tin Giáo hoàng đã bổ nhiệm linh mục Giuse Huỳnh Văn Sỹ, thuộc linh mục đoàn Giáo phận Qui Nhơn làm Giám mục Chính tòa Giáo phận Nha Trang. Tại Việt Nam, Đại diện không thường trú của Tòa Thánh, Tổng giám mục Marek Zalewski cũng thông báo tin tức này, với bản tin của linh mục Chánh văn phòng Giuse Đào Nguyên Vũ. Với việc bổ nhiệm này, Giám mục Tân cử Huỳnh Văn Sĩ trở thành giám mục Chính tòa thứ năm của giáo phận, kể từ khi là Địa phận Nha Trang tách ra từ Địa phận Qui Nhơn năm 1957 và trở thành giáo phận vào năm 1960. Việc bổ nhiệm này cũng chấm dứt 10 tháng giáo phận Nha Trang trống tòa, kể từ ngày 23 tháng 7 năm 2022. Giáo phận Nha Trang, theo thống kê năm 2021 có khoảng 228.600 giáo dân trong tổng số 1.931.140 dân cư trên địa bàn (khoảng 11,8%), 266 linh mục (197 triều, 69 dòng), 1024 tu sĩ (164 nam và 860 nữ), 116 giáo xứ.
Giám mục Giám quản Tông Tòa Giáo phận Nha Trang, Tổng giám mục Giuse Nguyễn Chí Linh đã có thư ngỏ gửi giáo dân giáo phận Nha Trang. Trong thư, giám quản Linh đề nghị các giáo xứ giáo phận đổ chuông và hát kinh Magnificat vào trưa ngày 3 tháng 5. Ông cũng thông báo dẫn đoàn linh mục giáo phận Nha Trang đến chào thăm giám mục Tân cử Huỳnh Văn Sỹ, cũng như theo dõi thông tin từ các kênh truyền thông cho các sự kiện sắp đến: ngày về Tòa giám mục, nghi thức truyền chức và nhận tòa giám mục.
Về phía Giáo phận Qui Nhơn, Giám mục Chính tòa Mátthêu Nguyễn Văn Khôi cũng ra thư ngỏ thông tin việc bổ nhiệm đến giáo dân Qui Nhơn. Trong thư, Giám mục Khôi nhận định việc bổ nhiệm để lại một sự mất mát lớn lao về phương diện nhân sự, nhưng đồng thời nhận định việc bổ nhiệm là niềm vui và vinh dự cho giáo phận, vì một linh mục giáo phận được cử làm giám mục giáo phận khác, mà giáo phận Nha Trang vốn tách ra từ Qui Nhơn năm 1957. Giám mục Khôi cũng thông tin rằng lễ tấn phong sẽ được Tòa giám mục Nha Trang công bố sau.
Ngày 7 tháng 5 năm 2023, đoàn giáo phận Nha Trang do Giám quản Tông Tòa Giuse Nguyễn Chí Linh dẫn đầu đã đến Tòa giám mục Qui Nhơn. Sáng ngày 8 tháng 5, sau cuộc họp bàn về lễ tấn phong, các vị có thẩm quyền của giáo phận Qui Nhơn và Nha Trang đã quyết định như sau: Giám mục Tân cử Huỳnh Văn Sỹ đến Nha Trang ngày 15 tháng 6, trong khi lễ truyền chức được cử hành ngày 27 tháng 6 năm 2023 tại Đại chủng viện Sao Biển Nha Trang. Các chi tiết liên quan khác sẽ sớm được công bố, theo bản tin từ Tòa giám mục Nha Trang.

### Khẩu hiệu và huy hiệu
Khẩu hiệu Giám mục của Giám mục Huỳnh Văn Sỹ là Vâng Lời Thầy, Con Thả Lưới, với ý muốn đáp trả lời mời gọi "ra khơi". Hình ảnh biểu tượng trên huy hiệu gồm một con thuyền có thánh giá làm cột thuyền, đang lướt gió trên nền sóng biểu tượng sách Thánh Kinh đang mở. Ngoài ra, trong huy hiệu cũng có biểu tượng một lưới đánh cá có năm đường dọc và ngang (ám chỉ câu Thánh Kinh Lc 5,5) và hai con cá trong lưới. Biểu tượng con thuyền và con sóng (quyển sách) mang ý nghĩa biểu tượng cho việc tuân giữ Lời Chúa và lòng yêu mến Thiên Chúa, trong khi hình ảnh lưới đánh giá mắc vào cột buồm (Thánh giá) với hai con cá trong lưới trong khi không có biểu tượng người đánh cá gợi nhắc cho sự trông cậy vào Thiên Chúa và mọi kết quả đều do công lao của Chúa.

### Lễ Tấn phong và Tạ ơn
Trước lễ tấn phong, chiều ngày 26 tháng 6 năm 2023, Giám mục Tân cử Huỳnh Văn Sỹ đã cử hành nghi thức Tuyên xưng Đức Tin và Tuyên thệ Trung Thành tại Tòa giám mục Nha Trang, trong khuôn khổ giờ kinh chiều. Chủ sự nghi thức là Tổng giám mục Nguyễn Chí Linh. Tham dự nghi thức gồm có các giám mục trong Hội đồng Giám mục và các thành phần giáo dân, giáo sĩ trong và ngoài giáo phận.
Theo thông báo của Văn phòng Tòa giám mục Nha Trang đề ngày 14 tháng 5 năm 2023, lễ tấn phong Tân giám mục Giáo phận Nha Trang Giuse Huỳnh Văn Sỹ sẽ được cử hành vào lúc 5 giờ sáng ngày 27 tháng 6 năm 2023, tại Đại chủng viện Sao Biển, Nha Trang. Lễ tấn phong Giám mục được cử hành theo đúng thông báo trước đó, với vị chủ phong là Tổng giám mục Giuse Nguyễn Chí Linh, Giám quản Tông Tòa Nha Trang, Tổng giám mục Huế. Hai vị phụ phong gồm Giám mục Mátthêu Nguyễn Văn Khôi, giám mục Giáo phận Qui Nhơn và Giám mục Vinh Sơn Nguyễn Văn Bản, giám mục chính tòa Giáo phận Hải Phòng. Giám mục Nguyễn Văn Khôi cũng chính là vị giảng thuyết trong lễ tấn phong.
Theo thông báo trước đó, một ngày sau lễ tấn phong, Giám mục Huỳnh Văn Sỹ sẽ cử hành lễ Tạ ơn và cầu nguyện cho giáo phận Nha Trang vào chiều ngày 28 tháng 6 năm 2023 tại Nhà thờ chính tòa Nha Trang.

### Mục vụ
Theo thông báo ngày 14 tháng 5 năm 2023, dự kiến, rạng sáng ngày 12 tháng 7, lúc 5 giờ, Giám mục Huỳnh Văn Sỹ sẽ cử hành lễ truyền chức linh mục cho giáo phận Nha Trang.
Giám mục Huỳnh Văn Sỹ đã được chọn làm Trưởng ban Tiên khởi Tiểu ban Tư vấn Bảo vệ trẻ vị thành niên trực thuộc Hội đồng Giám mục Việt Nam vào kỳ họp Thường niên lần I năm 2024 của Hội đồng Giám mục Việt Nam.

## Tông truyền
Giám mục Giuse Huỳnh Văn Sỹ được tấn phong giám mục năm 2023, thời Giáo hoàng Phanxicô, bởi:
- Giám mục Chủ phong: Tổng Giám mục Giuse Nguyễn Chí Linh, Tổng Giám mục Tổng Giáo phận Huế.
- Hai giám mục Phụ phong: Giám mục Mátthêu Nguyễn Văn Khôi, Giám mục chính tòa Giáo phận Qui Nhơn và Giám mục Vinh Sơn Nguyễn Văn Bản, Giám mục chính tòa Giáo phận Hải Phòng.

Dưới đây là sơ đồ tính Tông truyền từ giám mục Việt Nam đầu tiên được giám mục ngoại quốc chủ phong cho đến đời Giám mục Huỳnh Văn Sỹ.
Giám mục Giuse Huỳnh Văn Sỹ là phụ phong trong nghi thức truyền chức cho giám mục:
- Năm 2024, Gioan Baotixita Nguyễn Huy Bắc, hiện đang là giám mục chính tòa Giáo phận Ban Mê Thuột.